# WTA Elite Trophy 2017 - Singolare
Petra Kvitová era la detentrice del titolo, ma non è riuscita a qualificarsi al torneo.
In finale Julia Görges ha sconfitto Coco Vandeweghe con il punteggio di 7–5, 6–1.

## Teste di serie
1. Kristina Mladenovic (round robin)
2. Coco Vandeweghe (finale)
3. Sloane Stephens (round robin)
4. Anastasia Pavlyuchenkova (round robin)
5. Anastasija Sevastova (semifinale)
6. Elena Vesnina (round robin)

1. Julia Görges (campionessa)
2. Angelique Kerber (round robin)
3. Ashleigh Barty (semifinale)
4. Magdaléna Rybáriková (round robin)
5. Barbora Strýcová (round robin)
6. Peng Shuai (round robin)

### Riserve
1. Zhang Shuai (non ha partecipato)

1. Duan Yingying (non ha partecipato)

## Tabellone

### Legenda
| - Q = Qualificato - WC = Wild card - LL = Lucky loser | - ALT = Alternate - SE = Special Exempt - PR = Protected Ranking | - w/o = Walkover - r = Ritirato - d = Squalificato |

### Fase finale
|  | Semifinali | Semifinali           | Semifinali           | Semifinali | Semifinali |  |  | Finale | Finale          | Finale          | Finale | Finale |  |
|  |            |                      |                      |            |            |  |  |        |                 |                 |        |        |  |
|  | 2          | Coco Vandeweghe      | Coco Vandeweghe      | 6          | 6          |  |  |        |                 |                 |        |        |  |
|  | 9          | Ashleigh Barty       | Ashleigh Barty       | 3          | 3          |  |  | 2      | Coco Vandeweghe | Coco Vandeweghe | 5      | 1      |  |
|  | 7          | Julia Görges         | Julia Görges         | 6          | 6          |  |  | 7      | Julia Görges    | Julia Görges    | 7      | 6      |  |
|  | 5          | Anastasija Sevastova | Anastasija Sevastova | 3          | 3          |  |  |        |                 |                 |        |        |  |

### Gruppo Azalea
|    |                      | Mladenovic       | Görges      | Rybáriková       | RR V–P | Set V-P    | Game V-P    | Classifica |
| 1  | Kristina Mladenovic  |                  | 2-6, 6(4)–7 | 5–7, 6–1, 6(5)–7 | 0–2    | 1–4 (20%)  | 25–28 (47%) | 3          |
| 7  | Julia Görges         | 6-2, 7–6(4)      |             | 6–1, 7–6(5)      | 2–0    | 4–0 (100%) | 26–15 (63%) | 1          |
| 10 | Magdaléna Rybáriková | 7–5, 1–6, 7–6(5) | 1–6, 6(5)–7 |                  | 1–1    | 2–3 (40%)  | 22–30 (42%) | 2          |

La classifica viene stilata in base ai seguenti criteri: 1) Numero di vittorie; 2) Numero di partite giocate; 3) Scontri diretti (in caso di due giocatori pari merito); 4) Percentuale di set vinti o di game vinti (in caso di tre giocatori pari merito); 5) Decisione della commissione

### Gruppo Bouganville
|       |                 | Vandeweghe    | Vesnina        | Peng           | RR V–P | Set V-P   | Game V-P    | Classifica |
| 2     | Coco Vandeweghe |               | 6–3, 6–2       | 3–6, 6–3, 6–2  | 2–0    | 4–1 (80%) | 27–16 (63%) | 1          |
| 6     | Elena Vesnina   | 3–6, 2–6      |                | 2–6, 0–1, rit. | 0–2    | 0–4 (0%)  | 7–19 (29%)  | 3          |
| 12/WC | Peng Shuai      | 6–3, 3–6, 2–6 | 6–2, 1–0, rit. |                | 1–1    | 3–2 (60%) | 18–17 (52%) | 2          |

La classifica viene stilata in base ai seguenti criteri: 1) Numero di vittorie; 2) Numero di partite giocate; 3) Scontri diretti (in caso di due giocatori pari merito); 4) Percentuale di set vinti o di game vinti (in caso di tre giocatori pari merito); 5) Decisione della commissione

### Gruppo Camelia
|    |                      | Stephens  | Sevastova | Strýcová  | RR V–P | Set V-P    | Game V-P    | Classifica |
| 3  | Sloane Stephens      |           | 5–7, 3–6  | 0–5, rit. | 0–2    | 0–2 (0%)   | 8–18 (31%)  | 3          |
| 5  | Anastasija Sevastova | 7–5, 6–3  |           | 6–3, 6–4  | 2–0    | 4–0 (100%) | 25–15 (63%) | 1          |
| 11 | Barbora Strýcová     | 5–0, rit. | 3–6, 4–6  |           | 1–1    | 0–2 (0%)   | 12–12 (50%) | 2          |

La classifica viene stilata in base ai seguenti criteri: 1) Numero di vittorie; 2) Numero di partite giocate; 3) Scontri diretti (in caso di due giocatori pari merito); 4) Percentuale di set vinti o di game vinti (in caso di tre giocatori pari merito); 5) Decisione della commissione

### Gruppo Rosa
|   |                          | Pavlyuchenkova | Kerber        | Barty    | RR V–P | Set V-P    | Game V-P    | Classifica |
| 4 | Anastasia Pavlyuchenkova |                | 6–3, 3–6, 6–2 | 4–6, 1–6 | 1–1    | 2–3 (40%)  | 20–23 (47%) | 2          |
| 8 | Angelique Kerber         | 3–6, 6–3, 2–6  |               | 3–6, 4–6 | 0–2    | 1–4 (20%)  | 18–27 (40%) | 3          |
| 9 | Ashleigh Barty           | 6–4, 6–1       | 6–3, 6–4      |          | 2–0    | 4–0 (100%) | 24–12 (67%) | 1          |

La classifica viene stilata in base ai seguenti criteri: 1) Numero di vittorie; 2) Numero di partite giocate; 3) Scontri diretti (in caso di due giocatori pari merito); 4) Percentuale di set vinti o di game vinti (in caso di tre giocatori pari merito); 5) Decisione della commissione